# Ministère de la Santé (Roumanie)
Pour les articles homonymes, voir Ministère de la Santé.
Le ministère de la Santé est un ministère roumain qui supervise les politiques de santé publique.

## Liste des ministres

### Royaume de Roumanie
| Nom | Nom                               | de                | à                 | Gouvernement                                                 | Parti        |
| --- | --------------------------------- | ----------------- | ----------------- | ------------------------------------------------------------ | ------------ |
|     | George G. Mârzescu (ro)           | 26 avril 1922     | 30 octobre 1923   | Ion I.C. Brătianu VI                                         | PNL          |
|     | Nicolae N. Săveanu (ro)           | 30 octobre 1923   | 29 mars 1926      | Ion I.C. Brătianu VI                                         | PNL          |
|     | Ioan Lupaș (ro)                   | 30 mars 1926      | 4 juin 1927       | Averescu III                                                 |              |
|     | Nicolae Lupu (ro)                 | 4 juin 1927       | 6 juin 1927       | Știrbey                                                      |              |
|     | Ion Inculeț                       | 6 juin 1927       | 9 novembre 1928   | Știrbey, Ion I.C. Brătianu VII, Vintilă I.C. Brătianu        | PNL          |
|     | Sever Dan (ro)                    | 10 novembre 1928  | 14 novembre 1929  | Maniu I                                                      |              |
|     | Ion Răducanu (ro)                 | 14 novembre 1929  | 6 juin 1930       | Maniu I                                                      |              |
|     | Dimitrie R. Ioanițescu (ro)       | 7 juin 1930       | 12 juin 1930      | Mironescu I                                                  |              |
|     | Pantelimon Halippa                | 13 juin 1930      | 9 octobre 1930    | Maniu II                                                     | PNȚ          |
|     | Emil Hațieganu (ro)               | 10 octobre 1930   | 17 avril 1931     | Mironescu II, Vaida-Voievod IV                               | PNȚ          |
|     | Ioan Cantacuzino                  | 18 avril 1931     | 5 juin 1932       | Iorga                                                        |              |
|     | Alexandru Vaida-Voevod            | 7 juin 1932       | 9 juin 1932       | Vaida-Voievod II                                             | PNȚ          |
|     | Dimitrie R. Ioanițescu (ro)       | 9 juin 1932       | 13 novembre 1933  | Vaida-Voievod II, Vaida-Voievod III, Maniu, Vaida-Voievod IV |              |
|     | Constantin Dimitriu-Dovlecel (ro) | 14 novembre 1933  | 26 février 1934   | Duca, Angelescu, Tătărăscu I                                 | PNL          |
|     | Ion Costinescu                    | 26 février 1934   | 23 septembre 1935 | Tătărăscu I                                                  |              |
|     | Ion Nistor (ro)                   | 23 septembre 1935 | 29 août 1936      | Tătărăscu I, Tătărăscu II                                    | PNL          |
|     | Ion Costinescu                    | 29 août 1936      | 28 décembre 1937  | Tătărăscu II, Tătărăscu III, Tătărăscu IV                    |              |
|     | George Banu                       | 29 décembre 1937  | 10 février 1938   | Goga                                                         |              |
|     | Ion Costinescu                    | 11 février 1938   | 29 mars 1938      | Cristea I                                                    |              |
|     | Armand Călinescu                  | 30 mars 1938      | 4 avril 1938      | Cristea II                                                   | FRN          |
|     | Nicolae Marinescu (ro)            | 4 avril 1938      | 23 novembre 1939  | Cristea II, Cristea III, Călinescu, Argeșanu, Argetoianu     |              |
|     | Nicolae Hortolomei                | 24 novembre 1939  | 3 juillet 1940    | Tătărăscu V, Tătărăscu VI                                    |              |
|     | Victor Gomoiu (ro)                | 4 juillet 1940    | 14 septembre 1940 | GigurtuAntonescu I                                           |              |
|     | Vasile Iașinschi (ro)             | 14 septembre 1940 | 21 janvier 1941   | Antonescu II                                                 | Garde de fer |
|     | Petre Tomescu (ro)                | 27 janvier 1941   | 23 août 1944      | Antonescu III                                                |              |
|     | Nicolae Marinescu (ro)            | 23 août 1944      | 3 novembre 1944   | Sănătescu I                                                  |              |
|     | Daniel Danielopolu (ro)           | 4 novembre 1944   | 28 février 1945   | Sănătescu II, Rădescu                                        |              |
|     | Dumitru Bagdasar (ro)             | 6 mars 1945       | 24 avril 1946     | Groza I                                                      | PMR          |
|     | Petre Constantinescu-Iași (ro)    | 24 avril 1946     | 30 novembre 1946  | Groza I                                                      | PMR          |
|     | Florica Bagdasar                  | 1er décembre 1946 | 29 décembre 1947  | Groza II                                                     | PMR          |

### République populaire roumaine
| Nom | Nom               | de               | à            | Gouvernement                                               | Parti |
| --- | ----------------- | ---------------- | ------------ | ---------------------------------------------------------- | ----- |
|     | Florica Bagdasar  | 30 décembre 1947 | 28 août 1948 | Groza III, Groza IV                                        | PMR   |
|     | Vasile Mârza (ro) | 28 août 1948     | 22 août 1952 | Groza IV, Gheorghiu-Dej I                                  | PMR   |
|     | Octavian Berlogea | 22 août 1952     | 10 juin 1954 | Gheorghiu-Dej I, Gheorghiu-Dej II                          | PMR   |
|     | Voinea Marinescu  | 10 juin 1954     | 20 août 1965 | Gheorghiu-Dej II, Stoica I, Stoica II, Maurer I, Maurer II | PMR   |

### République socialiste de Roumanie
| Nom | Nom                   | de               | à                | Gouvernement                                  | Parti |
| --- | --------------------- | ---------------- | ---------------- | --------------------------------------------- | ----- |
|     | Voinea Marinescu      | 21 août 1965     | 28 août 1966     | Maurer III                                    | PCR   |
|     | Aurel Moga (ro)       | 28 août 1966     | 5 juillet 1969   | Maurer III, Maurer IV, Maurer V               | PCR   |
|     | Dan Enăchescu (ro)    | 5 juillet 1969   | 24 avril 1972    | Maurer V                                      | PCR   |
|     | Theodor Burghele (ro) | 24 avril 1972    | 18 mars 1975     | Maurer V, Mănescu I                           | PCR   |
|     | Radu Păun             | 18 mars 1975     | 16 juin 1976     | Mănescu II                                    | PCR   |
|     | Nicolae Nicolaescu    | 16 juin 1976     | 6 septembre 1978 | Mănescu II                                    | PCR   |
|     | Eugeniu Gh. Proca     | 6 septembre 1978 | 29 mars 1985     | Mănescu II, Verdeț I, Verdeț II, Dăscălescu I | PCR   |
|     | Victor Ciobanu        | 29 mars 1985     | 22 décembre 1989 | Dăscălescu II                                 | PCR   |

### Roumanie postcommuniste
Premiers ministres depuis la Révolution roumaine de 1989 et la chute du régime communiste.
| Nom | Nom                           | de               | à                | Gouvernement           | Parti     |
| --- | ----------------------------- | ---------------- | ---------------- | ---------------------- | --------- |
|     | Dan Enăchescu (ro)            | 26 décembre 1989 | 28 juin 1990     | Roman I                | FSN       |
|     | Bogdan Marinescu (ro)         | 28 juin 1990     | 16 octobre 1991  | Roman II               | FSN       |
|     | Mircea Maiorescu (la)         | 16 octobre 1991  | 19 novembre 1992 | Stolojan               | Sans      |
|     | Iulian Mincu                  | 19 novembre 1992 | 23 août 1996     | Văcăroiu               | FDSN/PDSR |
|     | Daniela Bartoș (ro)           | 23 août 1996     | 11 décembre 1996 | Văcăroiu               | PDSR      |
|     | Ștefan Iosif Drăgulescu (ro)  | 12 décembre 1996 | 5 décembre 1997  | Ciorbea                | PNȚCD     |
|     | Ion Victor Bruckner (ro)      | 5 décembre 1997  | 17 avril 1998    | Ciorbea                | Sans      |
|     | Francisc Bárányi              | 17 avril 1998    | 24 juin 1998     | Vasile                 | UDMR      |
|     | Gábor Hajdú                   | 24 juin 1998     | 28 décembre 2000 | Vasile et Isărescu     | UDMR      |
|     | Daniela Bartoș (ro)           | 28 décembre 2000 | 19 juin 2003     | Năstase                | PSD       |
|     | Mircea Beuran (ro)            | 19 juin 2003     | 20 octobre 2003  | Năstase                | PSD       |
|     | Ionel Blănculescu (ro)        | 20 octobre 2003  | 27 novembre 2004 | Năstase                | PSD       |
|     | Ovidiu Brânzan (ro)           | 27 novembre 2004 | 28 décembre 2004 | Năstase                | PSD       |
|     | Mircea Cinteză (ro)           | 28 décembre 2004 | 22 août 2005     | Popescu-Tăriceanu      | PNL       |
|     | Eugen Nicolăescu (ro)         | 22 août 2005     | 22 décembre 2008 | Popescu-Tăriceanu      | PNL       |
|     | Ion Bazac (ro)                | 22 décembre 2008 | 1er octobre 2009 | Boc I                  | PSD       |
|     | Adriean Videanu               | 1er octobre 2009 | 23 décembre 2009 | Boc I                  | PDL       |
|     | Attila Cseke                  | 23 décembre 2009 | 17 août 2011     | Boc II                 | UDMR      |
|     | Ladislau Ritli                | 17 août 2011     | 27 avril 2012    | Boc II et Ungureanu    | UDMR      |
|     | Vasile Cepoi (ro)             | 7 mai 2012       | 1er octobre 2012 | Ponta I                | Sans      |
|     | Raed Arafat                   | 1er octobre 2012 | 2 octobre 2012   | Ponta I                | Sans      |
|     | Victor Ponta                  | 2 octobre 2012   | 6 novembre 2012  | Ponta I                | PSD       |
|     | Raed Arafat                   | 6 novembre 2012  | 21 décembre 2012 | Ponta I                | Sans      |
|     | Eugen Nicolăescu (ro)         | 21 décembre 2012 | 26 février 2014  | Ponta II               | PNL       |
|     | Nicolae Bănicioiu             | 26 février 2014  | 17 novembre 2015 | Ponta II, III et IV    | PSD       |
|     | Patriciu Achimaș-Cadariu (ro) | 17 novembre 2015 | 9 mai 2016       | Cioloș                 | Sans      |
|     | Dacian Cioloș (intérim)       | 9 mai 2016       | 20 mai 2016      | Cioloș                 | Sans      |
|     | Vlad Voiculescu (ro)          | 20 mai 2016      | 4 janvier 2017   | Cioloș                 | Sans      |
|     | Florian Bodog                 | 4 janvier 2017   | 29 janvier 2018  | Grindeanu et Tudose    | PSD       |
|     | Sorina Pintea                 | 29 janvier 2018  | 4 novembre 2019  | Dăncilă                | PSD       |
|     | Victor Costache               | 4 novembre 2019  | 26 mars 2020     | Orban I et II          | PNL       |
|     | Nelu Tătaru                   | 26 mars 2020     | 23 décembre 2020 | Orban II               | PNL       |
|     | Vlad Voiculescu               | 23 décembre 2020 | 14 avril 2021    | Cîțu                   | PLUS      |
|     | Florin Cîțu (intérim)         | 14 avril 2021    | 21 avril 2021    | Cîțu                   | PNL       |
|     | Ioana Mihăilă                 | 21 avril 2021    | 8 septembre 2021 | Cîțu                   | PLUS      |
|     | Attila Cseke (intérim)        | 8 septembre 2021 | 25 novembre 2021 | Cîțu                   | UDMR      |
|     | Alexandru Rafila              | 25 novembre 2021 | 23 juin 2025     | Ciucă, Ciolacu I et II | PSD       |
|     | Alexandru Rogobete            | 23 juin 2025     | en fonction      | Bolojan                | PSD       |